# 楠谢
楠谢（法語：Nanchez，法語發音：[nɑ̃ʃe]）是法国汝拉省的一个市镇，属于圣克洛德区。该市镇于2016年由原市镇绍德普雷和普雷诺韦勒合并而成。2019年，市镇莱皮亚尔和比耶讷河畔维拉尔并入楠谢。

## 地名
该市镇得名于流经的楠谢河段（bief de Nanchez）。

## 地理
楠谢（46°30'30"N, 5°52'3"E）面积31.65 平方千米，位于法国勃艮第-弗朗什-孔泰大區汝拉省，该省份为法国东部内陆省份，北起上索恩省，西北接科多尔省，西临索恩-卢瓦尔省，南至安省，东与杜省和瑞士接壤。
与楠谢接壤的市镇（或旧市镇、城区）包括：圣莫里斯-克里亚、格朗德里维耶尔堡、上比耶讷、隆绍穆瓦、拉里克苏斯、莱谢尔、莱克罗泽、埃蒂瓦勒、沙泰勒德茹。
楠谢的时区为UTC+01:00、UTC+02:00（夏令时）。

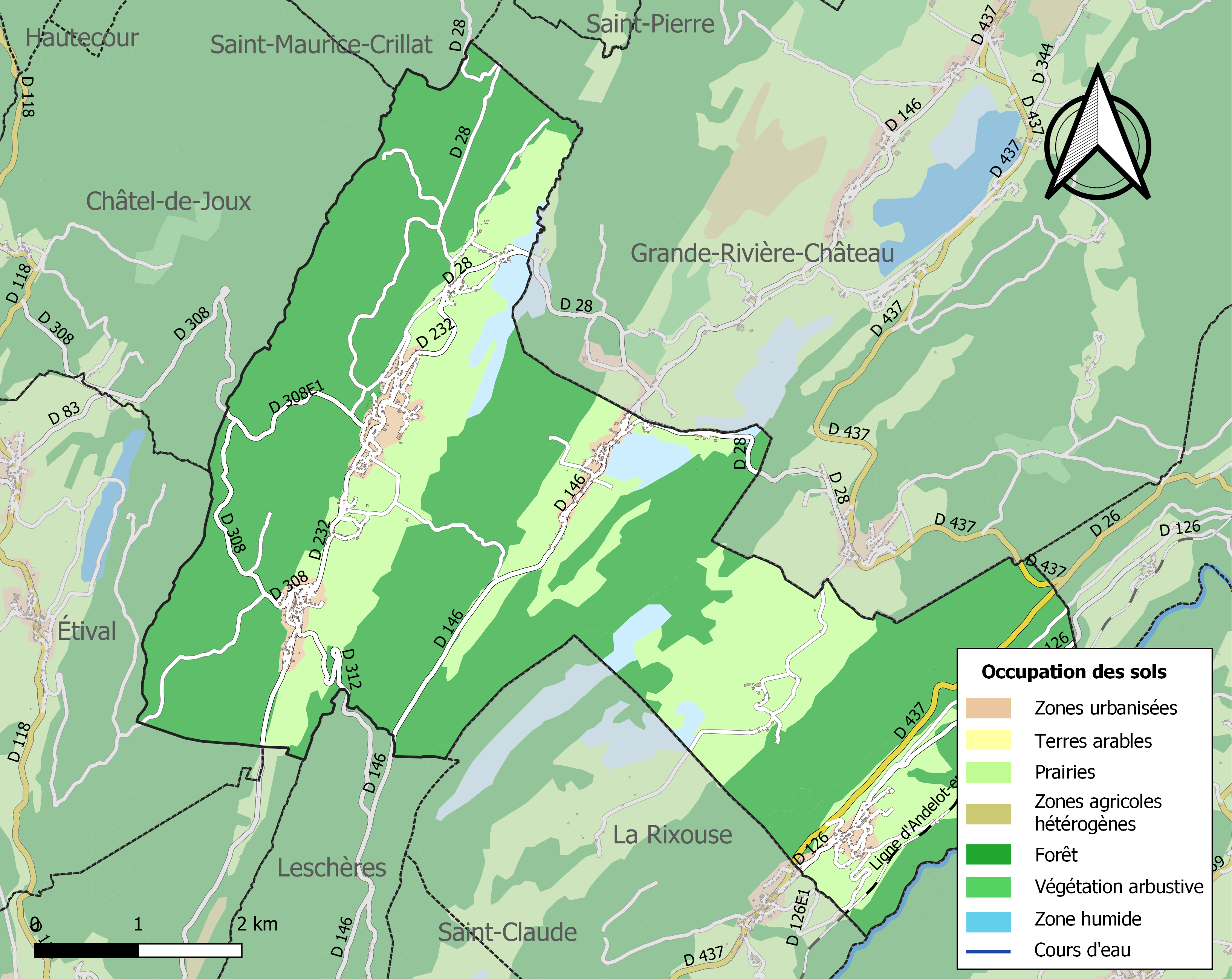
楠谢的OSM定位图

## 行政
楠谢的邮政编码为39150，INSEE市镇编码为39130。

## 政治
楠谢所属的省级选区为圣克洛德县。

## 人口
楠谢于2022年1月1日时的人口数量为761人。